# ميرمالغة عليا (مقاطعة دلفان)
ميرمالغة عليا (بالفارسية: میرمالگه علیا) هي قرية تقع في قسم كاكاوند الشرقي الريفي (مقاطعة دلفان) في إيران. يقدر عدد سكانها بـ 18 نسمة بحسب إحصاء 2016.